# Elizabeth Kostova
Elizabeth Johnson Kostova (* 26. prosince 1964 New London, Connecticut) je americká spisovatelka, která je známá především svým románem Historička.

## Život a dílo
Narodila se jako Elizabeth Johnson v New London, vyrostla v Knoxville. Její otec byl profesorem a vyučoval narůzných univerzitách, rodina se tak často stěhovala. Během pobytu v Lublani. cestovala autorka po Evropě. Matka pracovala jako knihovnice. Elizabeth Kostova navštěvovala nejdříve Webb School of Knoxville, v roce 1988 získala bakalářský titul na Yaleově univerzitě (Yale University) a v roce 1989 titul magisterský na Michiganské univerzitě (University of Michigan). Od roku 1995 na této univerzitě vyučovala.
V roce 1989 navštívila v rámci svého studia Bulharsko, tam potkala svého budoucího manžela Gyorgiho Kostova, o rok později se za něho provdala. Její sestra Victoria Johnson je také spisovatelkou.
V roce 2003 získala Kostova Hopwoodovu cenu za rozpracovaný román, který dokončila v roce 2004 a který vyšel v roce 2005 pod názvem The Historian (Historička). Kniha se stala prvním debutovým románem, který získal první místo v seznamu bestsellerů The New York Times, byl také nejrychleji prodávaným debutem vázané knihy v historii USA. Filmová práva na knihu byla prodána společnosti Sony Pictures, producentem filmu se stal Douglas Wick. V roce 2005 získala autorka za knihu cenu Quill za debutujícího autora roku, v roce.2006 Book Sense za beletrii pro dospělé a cenu Lorda Ruthvena. V roce 2010 vyšla její druhá kniha The Swan Thieves (Zloději labutí), v roce 2017 kniha The Shadow Land (V zemi stínů) a v roce 2018 Shadow Journey.
V roce 2007 byla založena Nadace Elizabeth Kostové. Nadace pomáhá podporovat bulharské tvůrčí psaní, překlady současné bulharské literatury do angličtiny a přátelství mezi bulharskými autory a americkými a britskými autory.